# دورة فرنسا المفتوحة 1979
قائمة بطولات دورة رولان غاروس لعام 1979:

## الكبار

### فردي رجال
بورن بورغ هزم  فيكتور بيساي, النتيجة:6-3, 6-1, 6-7, 6-4

### فردي سيدات
كريس إيفرت لالويد هزمت  ويندي ترنبل, النتيجة:6-2, 6-0

### زوجي رجال
جيني مايور و ساندي مايور هزما  روز كايس و فيل دينت, النتيجة:6-4, 6-4, 6-4

### زوجي سيدات
بيتي ستوف و ويندي ترنبل هزمتا  فرانسيس دور و فيرجينيا ويد, النتيجة:3-6, 7-5, 6-4

### زوجي مختلط
ويندي ترنبل و بوب هيويت هزما  فيرجينيا روزايسي و Ion Ţiriac, النتيجة:6-3, 2-6, 6-3